# Persulfato
El nombre de persulfato  se refiere a las sales del ácido permonosulfúrico, también conocido como ácido peroximonosulfúrico o como ácido de Caro, H2SO5. También se utiliza este nombre para las sales procedentes del ácido peroxidisulfúrico, H2S2O8; es decir, los persulfatos son compuestos que contienen los aniones SO2−
5 o S
2O2−
8. El anión SO2−
5contiene un grupo peróxido por centro de azufre, mientras que en el S
2O2−
8, el grupo peróxido une los átomos de azufre. En ambos casos, el azufre adopta la geometría tetraédrica normal típica del estado de oxidación S(VI). Estas sales son oxidantes fuertes. Las correspondientes al ácido peroximonosulfúrico son muy inestables, mientras que las que proceden al ácido peroxidisulfúrico, más estables, tienen amplia aplicación en la industria y en el tratamiento de aguas.

## Iones
- Ión peroxomonosulfato, SO2−
5
- Peroxidisulfato S
2O2−
8

## Ácidos
- Ácido peroximonosulfúrico (ácido de Caro), H2SO5

Ácido peroximonosulfúrico

- Ácido peroxidisulfúrico, H2S2O8Ácido peroximonosulfúrico

## Ejemplo de sales
- Peroxomonosulfato sódico, Na2SO5
- Peroximonosulfato de potasio, KHSO5
- Persulfato sódico (peroxidisulfato sódico), Na2S2O8
- Persulfato de amonio (peroxidisulfato de amonio), (NH4)2S2O8
- Persulfato de potasio (peroxidisulfato de potasio), K2S2O8